# Iymerou
Iymerou est un vizir en fonction sous la XIIIe dynastie.

## Biographie
Iymeru est le fils du vizir Ânkhou, comme son frère aîné et prédécesseur Resseneb. Selon Wolfram Grajetzki, les deux frères ont probablement exercé une brève fonction de vizir car ils sont tous deux peu attestés. D'autres sources suggèrent plutôt qu'Iymeru a officié sous les règnes des pharaons Ouserkarê Khendjer, de son successeur Smenkhkarê Imyramesha et peut-être même au-delà.
Iymeru est attesté, avec Resseneb et Ânkhou, sur une stèle aujourd'hui conservée au musée du Caire (CG 20690). Il existe également une petite statue en granodiorite, de provenance inconnue, exposée au Musée égyptologique de Turin (inv. no. S. 1220) : il y est spécifiquement indiqué qu'il est le fils d'Ânkhou. La tête originale de la statue a été perdue et remplacée par une autre stylistiquement datable de la fin du Nouvel Empire. Le remplacement a probablement eu lieu au cours du XIXe siècle, lorsque de telles « restaurations » étaient des mesures courantes.